# Llista de Creus de Sant Jordi/2009/Persones

#### Persones
Informació actualitzada per un bot. Els canvis manuals es perdran quan s'actualitzi!
| Persona                        | Wikidata  | Descripció                                                               | Ocupació                                                      | Imatge |
| ------------------------------ | --------- | ------------------------------------------------------------------------ | ------------------------------------------------------------- | ------ |
| Ana María Matute Ausejo        | Q235403   | escriptora espanyola                                                     | escriptor escriptor de literatura infantil poeta novel·lista  |        |
| Manuel de Solà-Morales i Rubió | Q2088275  | arquitecte i urbanista català                                            | arquitecte urbanista catedràtic                               |        |
| Santiago Dexeus i Trias de Bes | Q3472871  | ginecòleg barceloní                                                      | metge ginecòleg professor d'universitat obstetra              |        |
| Javier Pérez Royo              | Q5672967  | jurista espanyol                                                         | jurista professor d'universitat escriptor                     |        |
| Eliana Thibaut i Comalada      | Q8774815  | Cuinera nord-catalana lligada a l'Escola de Cuina Catalana d'Illa de Tet | cuiner escriptor professor                                    |        |
| Joan Coscubiela i Conesa       | Q9011897  | polític català                                                           | polític sindicalista advocat                                  |        |
| José María Murià Rouret        | Q9014462  |                                                                          | escriptor professor d'universitat                             |        |
| Maria Assumpció Català i Poch  | Q9029943  | matemàtica i astrònoma catalana                                          | matemàtic astrònom professor d'universitat                    |        |
| Joan Sabater i Tobella         | Q11041534 | farmacèutic català                                                       | científic farmacèutic                                         |        |
| Isak Andic Ermay               | Q11043959 | empresari català                                                         | empresari emprenedor                                          |        |
| Adriana Casademont i Ruhí      | Q11904207 | empresària espanyola                                                     | empresari                                                     |        |
| Cristóbal Colón Palasí         | Q11916150 | psicòleg i empresari català d'origen aragonès                            | empresari psicòleg                                            |        |
| Feliu Matamala i Teixidor      | Q11921770 | llibreter i activista cultural català                                    | llibreter activista cultural dissenyador industrial empresari |        |
| Jaume Canyameres i Cortàzar    | Q11927249 | economista i promotor cultural català                                    | economista activista cultural                                 |        |
| Josep Colomer i Maronas        | Q11928522 | empresari cultural i activista català                                    | activista cultural                                            |        |
| Josep Maria Pujol i Gorné      | Q11928742 | empresari espanyol                                                       | empresari                                                     |        |
| Josep Tarragó i Colominas      | Q11928942 | veterinari català.                                                       | veterinari                                                    |        |
| Juana Martín Martín            | Q11929328 |                                                                          |                                                               |        |
| Myrtha Casanova                | Q11938153 |                                                                          | empresari filòleg                                             |        |
| Suk Man Yu                     | Q11950476 |                                                                          |                                                               |        |
| Lluís Barraquer i Bordas       | Q16175226 | metge neuròleg català                                                    | metge catedràtic neuròleg                                     |        |
| Isabel Arqué Gironès           | Q16334659 | pedagoga catalana                                                        | escriptor pedagog                                             |        |
| Enric Frigola i Viñas          | Q17030224 | periodista català                                                        | periodista                                                    |        |
| Teresa Roca i Formosa          | Q17036645 | activista cultural catalana                                              | activista cultural                                            |        |
| Neus Sanmartí i Puig           | Q17036760 | professora i química catalana                                            | pedagog professor d'universitat químic                        |        |
| Maria Teresa Giménez i Morell  | Q17044805 |                                                                          | musicòleg pedagog                                             |        |
| Manel Pousa Engroñat           | Q19300995 | sacerdot i activista social català                                       | sacerdot activista polític                                    |        |